# Estación Timbúes
Timbúes es una estación de ferrocarril ubicada en la ciudad de Timbúes, provincia de Santa Fe, Argentina.

## Historia
La estación fue inaugurada a principios de la década de 1890. Su nombre original era Jesús María, como el pueblo en el cual está asentada. La motivación del cambio de nombre no se conoce con certeza. Algunos antiguos vecinos del pueblo contaban que en 1905 un diputado de apellido Rossi se hizo presente en la estación para proponer el cambio de nombre. Su motivación era evitar posibles extravíos de piezas por confundirse con el pueblo de Jesús María, de la provincia de Córdoba. Parece que preguntó qué hecho relevante ocurrió en la zona, y se le contestó que en las márgenes del río Carcarañá estuvieron asentados los indios timbúes. Por lo cual se le puso el nombre de Timbúes. En el anuario de 1908 no se menciona el nombre de Timbúes en la estación, pero ya en los anuarios de la década de 1940 aparecía detallado el nombre del ferrocarril que pasa por el pueblo y el nombre de su estación: Timbúes. Es a partir de esto que el pueblo comenzó a ser conocido por el nombre de la estación y por eso en 1974 se le cambió su denominación por el de Timbúes.

## Servicios
No presta servicios de pasajeros, sólo de cargas. Sus vías corresponden al Ramal F1 del Ferrocarril General Belgrano. Sus vías e instalaciones están concesionadas a la empresa Trenes Argentinos Cargas.
Hasta inicios de la década de 1980, prestaba servicios de pasajeros de media distancia entre la estación Santa Fe hasta la estación Rosario Oeste, Coronda y Capitán Bermúdez.
Se encuentra precedida por la Estación Oliveros y le sigue la Apeadero Kilómetro 135.